# Socimi Eurotram
Socimi Eurotram (пізніше продавався як Bombardier Flexity Outlook (E))  — трамвай, розроблений для Compagnie de Transports Strasbourgeois (CTS). 
Спочатку виробляв Socimi, після того як компанія збанкрутувала, Eurotram спочатку виробляв транспортний підрозділ ABB, потім Adtranz і, нарешті, Bombardier Transportation, який продавав трамвай у складі серії Flexity Outlook.
Eurotram використовуються в трамвайних мережах Страсбургу, Мілану і метро Порту.

## Історія та дизайн
Легкорейкові транспортні засоби Eurotram були спочатку розроблені для Compagnie des Transports Strasbourgeois (CTS) спеціально для використання на Страсбурзькому трамваї; вимоги до проектування містили: 100% низьку підлогу, кондиціонування повітря та вище, ніж зазвичай, співвідношення потужності до ваги для 8% ухилу в тунелі під головним вокзалом Страсбурга. 
Зовнішній вигляд стилізував бельгійський дизайнер Філіп Неерман. 

Тендери на виробництво трамваю призвели до укладення контрактів з ABB Group і Socimi (Мілан, Італія); згодом Socimi збанкрутувала, і ABB завершила виробництво самостійно на основі прототипів Socimi; трамваї були виготовлені на заводах ABB York Carriage Works і Derby Litchurch Lane Works в Англії, а деякі деталі були виготовлені ABB Trazione (Італія). 

Конструкція трамвая була модульною і складалася з 2,575 м кабіни, 7,550 м пасажирських вагонів та 2,350 м шарнірних секцій. 
Перші трамваї у Страсбурзі були семисекційними: дві кабіни, три пасажирські секції та дві секції зчленування, для поїзда довжиною 33,1 м. Кожен потяг мав механічні та безмоторні візки;

конструкція візка використовувала незалежно обертові колеса, кожне на цапфовій осі, 

первинна підвіска була типу радіального важеля, а вторинна підвіска була пневматичною. 

Кожне колесо візка окремо приводилося в дію встановленими на візку трифазними асинхронними двигунами, з’єднаними через коробку передач, з паралельними осями обертання колеса та двигуна. 

Максимальна місткість семимодульних трамваїв у Страсбурзі становила 285 пасажирів із 66 сидячими місцями, дев’ятимодульні трамваї мали збільшену місткість до 370 пасажирів із 92 сидячими місцями. 

Загальна встановлена тягова потужність становила 324 і 416 кіловат (434 і 558 к.с.) для семи і дев'ятимодульних трамваїв. 

Після придбання компанією Bombardier компанії Adtranz (правонаступника транспортної групи ABB) цей дизайн був представлений на ринку як частина серії Flexity Outlook. 

Конструкцію Eurotram планувалося використовувати в системі Nottingham Express Transit, яка розроблялася в 1998 році. 

Однак правила безпеки щодо зачинення дверей у поєднанні з відносно повільним рухом одностулкових дверей Eurotram означали, що трамвай буде затримується на зупинках; було обрано альтернативний дизайн — трамвай Incentro з двостулковими дверима. 

У грудні 2002 року трамвай Porto № 018 було доставлено до Австралії, п'ять секцій було розміщено на статичній виставці біля митниці Сіднея на два тижні, а потім доставлено до Мельбурна , де він працював у місцевій трамвайній мережі до березня 2003 року як семисекційний трамвай. 

## Замовлення
26 вагонів Eurotram завдовжки 33,1 м (7 модулів) було доставлено CTS (Страсбурзький трамвай) для обслуговування лінії A в 1994-1995 рр. CTS розмістив друге замовлення в 1996 році на 27 трамваїв, 9 з яких 7-модульні, а 18 — 9-модульні. 

Міланський трамвай (Azienda Trasporti Milanesi) придбав 20 одиниць у «Adtranz». 

Для Порту було побудовано 72 трамваїв (метрополітен Порту), починаючи з 2001 року на фабриці Bombardier в Амадорі , Португалія.

У 1994-2004 рр. побудовано понад 150 потягів. 

| Місто              | Мережа                | Кількість | Нумерація                     | Виробник    | Тип                          | Рік виготовлення              | Інше                    |
| ------------------ | --------------------- | --------- | ----------------------------- | ----------- | ---------------------------- | ----------------------------- | ----------------------- |
| Страсбург, Франція | Страсбурзький трамвай | 26 10 17  | 1001–1026 1031–1040 1051–1067 | ABB Adtranz | 8-вісний 8-вісний 10-осьовий | 1994–1995 1998–1999 1999–2000 |                         |
| Мілан, Італія      | Міланський трамвай    | 26        | 7001–7026                     | Adtranz     | 8-вісний                     | 1999–2000                     | Односпрямований         |
| Порту, Португалія  | метрополітен Порту    | 72        | MP-001–MP-072                 | Bombardier  | 8-вісний                     | 2001–2006                     | Агрегати можна з’єднати |